# Vrata proti vzhodu, Sudžov
Vrata proti vzhodu, znana tudi kot Vrata Orienta (poenostavljeno kitajsko: 东方之门; tradicionalno kitajsko: 東方之門; pinjin: dōng fāng zhī mén), so druga najvišja stavba v Sudžovu v provinci Džjangsu na Kitajskem, takoj za Sudžov IFS. Namenjena so simbolu vhoda v mesto, ki poudarja njegov nenehen pomen v sodobni Kitajski. Z višino 301,8 metra stavba stoji v osrčju kitajsko-singapurskega industrijskega parka Sudžov (SIP). Gradnja se je začela leta 2004 in je bila končana leta 2016, stala pa je 700 milijonov ameriških dolarjev. Njihova lokacija natančno označuje presečišče zgodovinske osi vzhod-zahod starega mestnega jedra Sudžova z zahodnim bregom jezera Džindži.
Zasnova je bila deležna posmeha številnih kitajskih uporabnikov interneta in tudi zahodnih množičnih medijev, češ da »spominja na hlače«. Znamenitost je tako privedla do kopice spletnih parodij.
Od podnožja strukture se razteza nizka stavba, ki skupaj z visoko stavbo tvori Vrata Orienta, mešani kompleks, ki vključuje pisarniške prostore, stanovanja s storitvami, luksuzni hotel in veliko nakupovalno središče.